# Yahia Attiyat Allah
Yahia Attiyat Allah El Idrissi (tiếng Ả Rập: يحيى عطية الله; sinh ngày 2 tháng 3 năm 1995) là một cầu thủ bóng đá chuyên nghiệp người Maroc hiện thi đấu ở vị trí hậu vệ trái hoặc tiền vệ cánh cho câu lạc bộ Wydad AC và đội tuyển quốc gia Maroc.